# Vitali Trubila
Vitali Trubila (bělorusky Віталь Трубіла; rusky Виталий Валерьевич Трубило (Vitalij Valerjevič Trubilo); * 7. ledna 1985 Brest, Běloruská SSR, SSSR) je běloruský fotbalový záložník a reprezentant, který momentálně působí v klubu FK Dinamo Minsk.
Mimo Bělorusko působil na klubové úrovni v České republice a Rusku.

## Klubová kariéra
S fotbalem začínal v Dinamu Brest, odtud ho přetáhl běloruský klub FK Dinamo Minsk. V zimě 2006 přišel do FK SIAD Most, odkud v sezoně 2008/09 hostoval v FC Tescoma Zlín. V létě 2009 přestoupil do SK Slavia Praha, kde podepsal smlouvu do léta 2013.
V létě 2010 odešel na hostování do Bohemians 1905. Následně se vrátil zpět do Slavie a od jara 2011 nastupoval pravidelně v základní sestavě Slavie. V letní přípravě 2012 po příchodu nového trenéra ze sestavy ale vypadl a následně přestoupil zpět do FK Dinamo Minsk.

## Reprezentační kariéra
V A-mužstvu Běloruska debutoval 3. 6. 2011 v kvalifikačním utkání v Minsku proti reprezentaci Francie (remíza 1:1).